# Коул Сити (Западна Вирџинија)
Коул Сити (енгл. Coal City) насељено је место без административног статуса у америчкој савезној држави Западна Вирџинија.

## Демографија
По попису из 2010. године број становника је 1.815, што је 90 (-4,7%) становника мање него 2000. године.
| Група             | 2000.         | 2010.         |
| Белци             | 1.856 (97,4%) | 1.750 (96,4%) |
| Афроамериканци    | 7 (0,4%)      | 2 (0,1%)      |
| Азијати           | 1 (0,1%)      | 1 (0,1%)      |
| Хиспаноамериканци | 20 (1,0%)     | 8 (0,4%)      |
| Укупно            | 1.905         | 1.815         |